# Tatsumi Kimishima
Tatsumi Kimishima (君島 達己 Kimishima Tatsumi?) (Tokio, 21 de abril de 1950) es un empresario japonés conocido por ser el director ejecutivo (CEO) y presidente de Nintendo Co., Ltd. desde septiembre de 2015 hasta junio de 2018. También fue presidente de Nintendo of America desde enero de 2002 hasta mayo de 2006, cuando Reggie Fils-Aimé tomó su puesto. Fue ascendido a jefe de recursos humanos de Nintendo Co., Ltd. en abril de 2013. Sucedió a Satoru Iwata como presidente de Nintendo el 14 de septiembre de 2015, tras fallecer este en julio de ese mismo año. Fue sucedido por Shuntaro Furukawa el 28 de junio de 2018.

## Biografía
Kimishima trabajó durante 27 años para el Banco Sanwa de Japón, durante los cuales fue destinado a Nueva York, Los Ángeles, San Francisco, América central y El Caribe.
En el año 2000, Kimishima fue nombrado director de finanzas de The Pokémon Company.
Kimishima fue designado presidente de Pokémon USA Inc. en 2001. Durante su estancia en Pokémon USA Inc. se lanzaron videojuegos como Pokémon Oro y Plata y Pokémon Cristal, ambos para la Game Boy Color.
Tras el lanzamiento de GameCube, en 2002, el que fuera presidente de Nintendo desde 1949, Hiroshi Yamauchi, decidió retirarse de la presidencia para ser Director ejecutivo (CEO). Su yerno, Minoru Arakawa, el presidente de Nintendo en América, se retiró también en 2002. Yamauchi nombró a Kimishima presidente de Nintendo of America en 2002. Cuatro años después, en 2006, Kimishima fue ascendido de nuevo, pasando a ocupar el cargo de director ejecutivo (CEO) de Nintendo, tras la jubilación definitiva de Yamauchi. A día de hoy, Kimishima forma parte tanto del consejo de administración de Nintendo of America como el de Nintendo Company Ltd, para poder así asegurarse del éxito continuado de la compañía. En abril de 2013 se convirtió en jefe de recursos humanos de Nintendo Co., Ltd.
En septiembre de 2015, tras el fallecimiento de Iwata debido a un tumor en la vía biliar, Kimishima fue nombrado presidente y Director ejecutivo (CEO) de Nintendo Co., Ltd. El 13 de enero de 2017 presentó la Nintendo Switch.

## Vida personal
Kimishima está casado y tiene dos hijas adultas.  Una de sus hijas vive en Nueva York y la otra en Japón, donde trabaja en JCB Co., Ltd.  Kimishima es aficionado a las actividades al aire libre, como el golf y el tenis.
| Predecesor: Satoru Iwata | 5.º Presidente de Nintendo 2015 - 2018 | Sucesor: Shuntaro Furukawa |